# Torpille F21
Pour les articles homonymes, voir Artémis (homonymie).
La torpille lourde F21 « Artémis », issue du programme « Future Torpille Lourde » (FTL) initié en 2008 est une torpille française fabriquée par Naval Group (anciennement DCNS jusqu'en 2017) sur le site de Gassin, destinée à la destruction ou à la neutralisation de cibles sous-marines ou de surface. Elle est conçue pour être lancée à partir de sous-marins équipés de tubes lance-torpilles standards de calibre de 533 mm.
Elle remplace progressivement à bord des SNA et SNLE français, à partir de novembre 2019, la torpille DTCN F17 mod 2 en service depuis 1988 et produite à 300 exemplaires.

## Historique
À la suite du succès de la coopération entre DCNS, Thales et WASS (fusionnée avec Finmeccanica de 2016, maintenant Leonardo) ayant abouti au développement et à la production de la torpille MU90 Impact, la France et l'Italie avaient envisagé de lancer ensemble un projet de Future Torpille Lourde (FTL) dérivée de la Black Shark, torpille lourde développée par WASS pour l’export, équipant notamment les sous-marins de classe Scorpène. En 2007, DCNS, WASS et Thales Underwater Systems (TUS) s'étaient déclarées prêtes à créer des sociétés communes dans cet objectif. La finalisation d'un accord entre les partenaires s'avérant impossible, le projet franco-italien fut abandonné. 
La France ayant poursuivi seule le développement de la FTL, elle s'allie à l'entreprise allemande Atlas Elektronik, fabricant de la torpille DM2A4 pour faire de ce projet un programme industriel franco-allemand. L'accord est annoncé en 2011. Atlas Elektronik est chargée de la propulsion, Thales Underwater Systems du guidage acoustique et Eurenco de la charge explosive.
Des tirs de validation des performances ont été menés fin 2016. Un tir de qualification est effectué en juin 2017. Puis à nouveau en mai 2018. 
Un nouveau tir est effectué en décembre 2024 dans le golfe de Gascogne contre l'aviso Premier-Maître L'Her  qui venait d'être décommissionné puis dépollué. L'explosion de la torpille coupe la coque en deux, les envoyant par le fond. « S’inscrivant dans la démarche Polaris, de préparation à la haute intensité, cette expérimentation a permis d’éprouver les capacités de cet armement de nouvelle génération ». Elle « s’approche en effet au plus près du réel, et apporte des enseignements humains et opérationnels sans précédents » selon la Marine nationale. Ce tir en annonce probablement d’autres. « Compte tenu du durcissement du contexte international, de la mise en service de munitions complexes de dernière génération, il apparaît aujourd’hui pertinent et possible de recourir de nouveau, de manière ponctuelle, à de telles expérimentations d’armes en mer », a indiqué le ministère des Armées.

## Fabrication et destination
À la suite de l'abandon du projet initial, la réalisation de la F21 a été confiée à DCNS qui s'appuie sur plusieurs sous-traitants : Thales Underwater Systems (TUS) pour le guidage acoustique, Saft pour les piles, Atlas Elecktronik pour la propulsion et Eurenco (du groupe SNPE) pour la charge militaire explosive. La torpille F21 est mise au point et assemblée sur le site Naval Group de Gassin qui emploie 250 personnes.
Après des simulations informatiques et des tests sur banc d'essai, les premiers essais en mer du prototype se sont déroulés dans le golfe de Saint-Tropez, avec succès, en février 2013, à partir du catamaran d'expérimentation Pégase affecté à DCNS. Le Pégase dispose à cet effet d'un système de mise à l'eau qui permet d'immerger la torpille à quelques mètres de profondeur afin de tester différents systèmes. À cette occasion, la tête explosive avait été remplacée par des capteurs de mesures.
En novembre 2013, le coût de l'ensemble du programme était évalué à 503 M€ avec un coût unitaire hors développement de 2,3 M€. 

### En France
La torpille F21 équipe progressivement les quatre SNLE (classe Le Triomphant) et les six SNA (classes Suffren et Rubis) de la Marine nationale à partir de fin 2019, en remplacement de la torpille F17 mod 2. Le programme initial d'un coût total de 557 millions d'euros prévoit la fourniture de 93 torpilles, une première commande de 25 torpilles a été passée en 2011, suivie d'une seconde de 20 unités en 2014. Les livraisons de ces deux commandes devaient alors s'échelonner de 2016 (avec 6 torpilles livrées cette année) à 2023. Le budget prévu de ce programme pour 2016 est de 43 802 460 euros. La qualification a lieu avec retard en 2017 et en novembre 2019, un premier lot de 6 torpilles a été livré à la Marine nationale. 
Sur les bâtiments de surface, les torpilles lourdes sont désormais remplacées par des torpilles légères MU90 Impact.

### À l'export
Le Brésil a retenu la torpille F21 pour équiper les quatre sous-marins de la classe Scorpène dont il a entrepris la construction sous licence et qui devraient être lancés entre 2017 et 2022. Un premier lot d'une quantité non précisée a été livré en janvier 2020 à la marine brésilienne.

## Caractéristiques
Les principales caractéristiques sont les suivantes : 
- Longueur        ± 6 m
- Diamètre        = 533 mm
- Masse            = 1 550 kg
- Vitesse         > 50 nœuds (> 93 km/h)
- Portée          > 50 km
- Immersion de navigation  de 15 à 600 voire 1 000 m
- Charge          = 250 kg
- Détonation      = Proximité
- Guidage         = Filoguidé ou acoustique actif/passif
- Mode de propulsion = deux hélices contra-rotatives à pales multiples.

Le coût du programme de développement de la torpille est de 557 millions d'euros en 2017, pour un contrat de 93 torpilles.

## Fonctionnement
Si son aspect extérieur est similaire à celui de son aînée la F17, elle s'en distingue par sa plus grande longueur et une masse plus élevée.   
En phase de lancement, son guidage passif est assuré par filoguidage (plus de 50 km de fibre optique) depuis la direction de lancement de torpille du bâtiment lanceur à l'aide d'une fibre optique qui remplace le traditionnel fil de cuivre et permet d'augmenter considérablement la quantité d'informations transmises. Des calculateurs analogiques transmettent, après conversion en signal numérique, les données permettant l'élaboration de la trajectographie (azimut, route et vitesse), la transmission jusqu'à l'instant du tir, le téléréglage de la torpille et l'ordre de lancement du centre opérationnel (CO) du sous-marin à la torpille. Mais la torpille peut également être lancée sans transmission filaire. Son système d'autoguidage acoustique la guide alors de façon autonome vers sa cible. En mode filoguidé, la torpille est contrôlée depuis le sous-marin jusqu'à la phase finale d'attaque où la liaison est alors coupée et la torpille devient autonome. L'autoguidage acoustique et le suivi de sillage agissent alors de manière autonome. Torpille et lanceur disposent chacun d'une bobine de plusieurs dizaines de km de fibre optique se déroulant simultanément, diminuant le risque de rupture de la fibre
L'« intelligence embarquée » de la torpille reconnaît les leurres (elle serait « immunisée » face aux contremesures) et adapte sa vitesse de façon à avoir une puissance maximale à l'impact. Elle est capable d'accrocher plusieurs cibles simultanément. 
En cas d'avarie de la transmission filaire (rupture de la fibre), la torpille devient alors aussi autonome et est capable de reprendre le cap et l'immersion de navigation initialement programmés. Elle dispose d'un capteur de sillage pour cibler les navires de surface.
Pour sa propulsion, DCNS et Saft ont mis au point des piles PB-61 de « nouvelle génération » à oxyde d'argent/aluminium (AgO-Al), jusqu'à deux fois plus puissantes que les piles classiques argent/zinc. Elles ne s'activent qu'au contact de l'eau de mer, ce qui permet de stocker la torpille pendant longtemps dans un sous-marin. Chaque torpille est équipée de deux piles : un assemblage de piles thermiques (possiblement rechargeables) et une pile à oxyde d'argent-aluminium. Cette combinaison produit une forte quantité d'énergie. 
La F21 est éjectée hors du tube par un piston (sur la version française). Une pompe aspire alors de l'eau par une valve. Il se crée un contact électrique par la réaction chimique avec des cristaux de soude (électrolyte). Les cristaux de soude solides contenus dans la torpille étant inertes avant la réaction chimique, le risque d'activation de la charge lors du chargement ou dans le sous-marin est quasi-nul. 
Le choix de la pile principale comme source d'énergie est primordial. Contrairement à la France, la Grande-Bretagne, la Russie, les États-Unis et la Suède ont retenu des systèmes thermiques comme source d'énergie, moins sûrs et moins silencieux. Les avancées technologiques obtenues sur la production d'énergie, permettant l'allongement sensible de l'autonomie et du rayon d'action, vont permettre à la F21 d'équiper à nouveau les unités de surface de type destroyers, frégates et autres corvettes de torpilles lourdes. 
Les piles sont compactes et sont dimensionnées pour être compatibles en taille avec les tubes lance-torpilles de calibre 533 mm équipant déjà les sous-marins. 
La charge militaire embarque un chargement en explosif composite Cast-PBX B2211D, un explosif puissant et insensible (Matière Détonante Extrêmement Peu Sensible) qui respecte les standards de l'OTAN (Stanag 4439) et français (MURAT - MUnitions à Risques ATténués), ainsi qu'un vernis fusible pour limiter les réactions violentes lors des agressions thermiques. Les travaux sur la vulnérabilité de la charge de combat menés pendant la phase de développement ont fait l'objet d'une remise de prix Award for Technical Achievement "F21 IM Heavyweight Torpedo Warhead" délivré lors du symposium IMEMTS à Séville en octobre 2019. La torpille utilise un détonateur entièrement électrique. D'abord utilisé dans les missiles, le système « slapper », basé sur du plasma, est plus stable et sûr que les systèmes électro-mécaniques classiques utilisés dans la plupart des torpilles. La forte explosion générée produit une bulle de gaz qui subit ensuite de multiples phases de « dilatations-effondrements » dommageables aux structures en acier. Une torpille lourde peut ainsi briser en deux un gros destroyer ou une frégate. 
La torpille F21 est plus rapide de 10 nœuds (18,5 km/h) par rapport au plus rapide des sous-marins (classes Alfa russes) dont toutes les unités ont été retirées du service. Les SNA (SSN) de la classe Iassen et de la classe Sierra évoluent jusqu'à 35 nœuds.
Les signaux sonores reçus après lancement sont traités numériquement de la même façon que pour les sonars modernes. Les bruits parasites perturbant le guidage sont ainsi mieux filtrés.    
Selon Jean-Marc Daubin, directeur du programme Artémis en 2014 : « La torpille F21 est la plus récente torpille lourde dans le monde et probablement l’une des plus performantes puisqu’elle intègre les technologies les plus avancées à ce jour. ».
Les ingénieurs de DCNS à l'origine de la F21 ont développé en parallèle Contralto, un système de contre-mesures de nouvelle génération (Canto-S pour les bâtiments de surface et Canto-V pour les sous-marins) conçu pour s'opposer aux torpilles lourdes de nouvelle génération.

## Drones sous-marins
En 2017, une famille d'engins à charge utile variable basée sur le corps de la torpille - propulsion, pilotage et énergie - est en cours de développement sous la désignation D-19. En outre, on prévoit en remplacement de la charge explosive, un sonar déporté, télé ou autopiloté servant aussi bien d'émetteur que de récepteur déporté, mine marine autopilotée et contre-minage, engin cible pour l’entraînement ; et une munition d'exercice, reconnaissance (ISR), guerre électronique, entraînement à la lutte ASM, lutte contre les mines (en appui du sonar MOAS (Thales), évaluation environnementale rapide. 
La Marine nationale française devient client de lancement du drone sous-marin version D-19T (version d'entraînement : « T » pour Training ?) en octobre 2020 pour des livraisons à la mi-2020. 
La D-19T se présente comme une F21 ayant reçu un camouflage comme livrée avec pour caractéristiques une longueur inférieure à 6 000 mm pour un diamètre de 533 mm. Sa masse est donnée pour être inférieure à 1 000 kg : soit, au moins, 550 de moins que la F21 dont la charge militaire est de 200 kg. Son autonomie est supérieure à 30 heures et l'immersion opérationnelle est donnée pour être supérieure à 300 mètres tandis que la vitesse dépasserait les 25 nœuds.